# Acrochordonichthys mahakamensis
Acrochordonichthys mahakamensis es una especie de pez de la familia Akysidae en el orden de los Siluriformes.

## Morfología
• Los machos pueden llegar alcanzar los 8,3 cm de largo total.
- Número de  vértebras: 41.[1]

## Distribución geográfica
Se encuentra en el Sudeste asiático: Borneo (Indonesia ).